# Treron floris
Il piccione verde di Flores (Treron floris Wallace, 1863) è un uccello della famiglia dei Columbidi diffuso nelle Piccole Isole della Sonda.